# Wola Lipowska (gromada)
Wola Lipowska – dawna gromada, czyli najmniejsza jednostka podziału terytorialnego Polskiej Rzeczypospolitej Ludowej w latach 1954–1972.
Gromady, z gromadzkimi radami narodowymi (GRN) jako organami władzy najniższego stopnia na wsi, funkcjonowały od reformy reorganizującej administrację wiejską przeprowadzonej jesienią 1954 do momentu ich zniesienia z dniem 1 stycznia 1973, tym samym wypierając organizację gminną w latach 1954–1972.
Gromadę Wola Lipowska z siedzibą GRN w Woli Lipowskiej utworzono – jako jedną z 8759 gromad na obszarze Polski – w powiecie braniewskim w woj. olsztyńskim na mocy uchwały nr 11 WRN w Olsztynie z dnia 4 października 1954. W skład jednostki weszły obszary dotychczasowych gromad Białczyn i Mikołajewo, ponadto miejscowości Zakrzewiec i Kiersy z dotychczasowej gromady Zakrzewiec oraz miejscowości Gronówko i Ustroń z dotychczasowej gromady Krzewno, ze zniesionej gminy Wola Lipowska; miejscowość Miłki z dotychczasowej gromady Świętochowo ze zniesionej gminy Nowa Pasłęka; a także miejscowości Kiersiny, Kłusity Małe, Piotrowiec, Posady i Rusewo z dotychczasowej gromady Piotrowiec ze zniesionej gminy Pieniężno – w tymże powiecie. Dla gromady ustalono 12 członków gromadzkiej rady narodowej.
31 grudnia 1967 z gromady Wola Lipowska  wyłączono części obszarów PGR Wyszkowo i PGL nadleśnictwo Rogity (razem 523 ha), włączając je do gromady Bieńkowo; część obszaru PGL nadleśnictwo Rogity (22 ha), włączając ją do gromady Pieniężno; oraz część obszaru PGR Maciejewo (93 ha) i  dwie części obszaru PGL nadleśnictwo Rogity (7 + 8 ha), włączając je do gromady Braniewo w tymże powiecie; do gromady Wola Lipowska włączono natomiast część obszaru PGL nadleśnictwo Rogity (3 ha) z gromady Braniewo oraz część obszaru PGR Piotrowiec (102 ha) z gromady Lelkowo w tymże powiecie.
Gromadę zniesiono 30 czerwca 1968, a jej obszar włączono do gromad: Pieniężno (wsie Białczyn, Gajle, Kiersiny, Piotrowiec i Posady), Braniewo (wsie Kiersy, Mikołajewo, Wola Lipowska i Zakrzewiec oraz PGR-y Goleszewo, Gronówko, Lipowina i Strubiny) i Płoskinia (wieś i PGR Jarzębiec) w tymże powiecie.